# Archaeotychia quiris
Brachodes quiris is een vlinder uit de familie Brachodidae. De wetenschappelijke naam voor de soort is voor het eerst gepubliceerd in 1875 door Cajetan Freiherr von Felder, Rudolf Felder en Alois Friedrich Rogenhofer.
De soort komt voor in het Zuid-Afrika.